# Kinna
Kinna is de hoofdplaats van de gemeente Mark in het landschap Västergötland en de provincie Västra Götalands län in Zweden. De plaats heeft 14555 inwoners (2005) en een oppervlakte van 1411 hectare. De plaats ligt op ongeveer 28 kilometer ten zuiden van de stad Borås.
Het huidige tätort Kinna bestaat uit het oude Kinna (dat ongeveer samenvalt met de parochie Kinna församling) en Skene en Örby die in de jaren 70 werden samengevoegd met Kinna. Kinna vormde tot 1971 een eigen gemeente.
De bevolking in het tätort Kinna is als volgt over de drie delen verdeeld:
- Kinna (ongeveer 7000 inwoners)
- Skene (ongeveer 5500 inwoners)
- Örby (ongeveer 2000 inwoners)

## Verkeer en vervoer
Bij de plaats lopen de Riksväg 41 en Länsväg 156.
De plaats heeft een station aan de spoorlijn Borås - Varberg.

## Geboren
- Johan Larsson (1990), voetballer
- Saga Ludvigsson (2006), zangeres